# Reel to Real
Reel to Real — седьмой студийный альбом калифорнийской рок-группы Love, выпущенный в 1975 году.

## Об альбоме
Reel to Real первый диск группы за четыре года и последний за примерно двенадцать лет творчества. По сути, единственным связующим звеном между дебютным альбомом и «Reel to Real» является бессменный лидер коллектива — Артур Ли.

## Список композиций
Все песни написаны Артуром Ли, за исключением указанных.
1. «Time Is Like a River» — 3:03
2. «Stop the Music» — 3:02
3. «Who Are You?» — 3:04
4. «Good Old Fashion Dream» — 2:48
5. «Which Witch is Which» — 2:01
6. «With a Little Energy» — 2:54
7. «Singing Cowboy» (Ли, Джей Донеллан) — 3:02
8. «Be Thankful for What You Got» (Уильям ДеВон) — 4:30
9. «You Said You Would» — 3:02
10. «Busted Feet» (Ли, Чарльз Кэрп) — 2:44
11. «Everybody’s Gotta Live» — 3:18

## Участники записи
- Артур Ли — ритм-гитара, акустическая гитара, вокал, продюсирование
- Мелвин Уиттингтон — гитара
- Джон Стерлинг — гитара
- Шервуд Акуна — бас-гитара
- Джо Блокер — ударные
- Бобби Лайл — клавишные
- Гэри Белл — синтезатор
- Эрман МакКормик — дирижирование
- Уилбер Браун, Фред Картер, Джон Клодер, Элан ДэВилл, Клиффорд Соломон и Билли Спрэг — рожки
- Ванетта Филдс, Джессика Смит, Карлена Уильямс — вокал
- Роберт Розелл — бас-гитара (треки 6, 7, 10)
- Баззи Фейтен — соло-гитара (3)
- Арт Фокс — акустическая гитара (5)
- Харви «The Snake» Мэндел — электрогитара (5)
- Джо Деагуро — вокал, вибрафон (8)